# Ракель Дэрриан
Ракель Дэрриан (англ. Racquel Darrian, род. 21 июля 1968 года) — псевдоним американской порноактрисы Келли Джексон.

## Биография
Ракель начала свою карьеру в порноиндустрии, снимаясь обнажённой в лесбийских фотосессиях. В порнофильмах она также вначале снималась только в лесбийских сценах, однако позже начала сниматься и в гетеросексуальных сценах со своим мужем Дерриком Лэйном, за которого вышла замуж в 1994 году. В 2000 году пара развелась. Дэрриан работает по контракту со студией Vivid Video.
В октябре 1990 года была названа Киской месяца журналом Penthouse, а в 1996 году журналом Playboy — «Strippers».
В настоящее время проживает в Лас-Вегасе. У неё есть единственная дочь от брака с Дерриком Лэйном — Брук Джексон (род. 1997).

## Премии и номинации
- 1993 AVN Award — Best Tease Performance — Bonnie and Clyde
- 2000 номинация на AVN Award — Лучшая актриса (фильм) — Original Sin[2]
- 2002 AVN Hall of Fame